# Heilig Kruiskapel (Luyksgestel)
De Heilig Kruiskapel of Grote Kapel is een kapel aan de rand van Luyksgestel in de Nederlandse provincie Noord-Brabant die dateert uit 1727. In 1641 werd er al gewag gemaakt van een heilig huysken.
Omdat Luyksgestel bij de Zuidelijke Nederlanden behoorde kon de katholieke devotie hier ononderbroken gedijen en de kapel is dan ook nooit aan de katholieke eredienst onttrokken geweest.
Het is een eenvoudig gebouwtje met een steil, met leien bedekt zadeldak en een torentje erop. In de 19e eeuw is de kapel voorzien van een portaaltje. In 1956 zijn er glasramen van René Groenen aangebracht. De kapel is een rijksmonument en werd in 1974 gerestaureerd.
Een aanzienlijk deel van het interieur is naar de parochiekerk overgebracht, maar er is nog een 18e-eeuws neoclassicistisch altaarstuk dat de heilige Sebastiaan en de heilige Nicolaas voorstelt. Het neobarokke altaar heeft een kroonlijst met aedicula en is uit 1840. Ook vindt men er een 18e-eeuws kruisbeeld en beelden van de heilige Lucia uit ongeveer 1800 en van de heilige Barbara en heilige Antonius Abt uit 1880. Er bestond ook een houten beeldje, Onze Lieve Vrouwe van Luyksgestel, waaraan men wonderbaarlijke genezingen toeschreef, maar dat werd in de jaren 60 van de 20e eeuw werd gestolen.
De teutenfamilie De Haan is nauw met de kapel verbonden nadat Maria Peeters-de Haan op het einde van de 19e eeuw van een ernstige ziekte genas, naar haar zeggen op voorspraak van deze Onze Lieve Vrouw. De familie heeft regelmatig bijgedragen aan restauraties en opknapbeurten.
Achter de kapel bevindt zich een modern kruisbeeld in brons, dat in 1997 werd vervaardigd door Toon Slegers. Dit past in de traditie, want vroeger hing er buiten de kapel, onder een afdakje, een 15e of 16e-eeuws houten kruisbeeld, dat nu het interieur van de Sint-Martinuskerk siert. Ook heeft er een betonnen kruisbeeld gestaan, dat naar de nabijgelegen begraafplaats werd overgebracht.
Toon Slegers heeft ook de bronzen kruiswegstaties gemaakt die in de kapel aanwezig zijn en in 2001 werden geplaatst. Er is een 18e-eeuws doopvont met een marmeren bak op een houten standaard. Van 1840-1842 is de kapel als noodkerk in gebruik geweest, na een brand in de Luyksgestelse parochiekerk.
Tegenwoordig wordt de kapel wel gebruikt voor huwelijksmissen, doopplechtigheden en het wekelijks bidden van het rozenhoedje. In de kapel is op zeer opvallende wijze de tekst aangebracht, bij een kruisbeeld:
Hetgeen 'g hier ziet 

is Christus beeld

maar Christus niet

Daarom aanbid geen

hout of steen maar

Christus uwen god alleen.
In 2002 ontving de fraai gerestaureerde kapel de eerste prijs van de Stichting Monumentenwacht, mede door de combinatie van oude en moderne kunst die er te vinden is.